# The Sandpiper
The Sandpiper (Castillos en la arena en España y Almas en conflicto en Latinoamérica) es una película de 1965 protagonizada por Richard Burton y Elizabeth Taylor, y dirigida por Vincente Minnelli.

## Argumento
Laura Reynolds (Taylor) es una madre soltera de espíritu libre que vive con su hijo pequeño Danny (Morgan Mason) en una casa de una playa aislada en California. Lleva una vida modesta como artista y educa a su hijo en casa por la preocupación de que intenten obligarle a seguir las normas sociales convencionales en una escuela normal. Danny se ha metido en algunos problemas con la ley en dos incidentes menores, que son ante los ojos de su madre expresiones inocentes de su curiosidad natural y consciencia en lugar de delincuencia. Ahora, tras un tercer incidente, un juez (Torin Thatcher) le ordena que mande al chico a un internado episcopal donde el Dr. Edward Hewitt (Burton) es el director, y su esposa Claire (Eva Marie Saint) es profesora. Edward y Claire están felizmente casados y son padres de dos hijos, pero su vida ha caído en la rutina y su juvenil idealismo se ha reprimido ante la necesidad de conseguir fondos para el internado y agradar a los benefactores adinerados. 
En una entrevista inicial, hay una atracción inmediata momentánea entre Laura y Edward, pero rápidamente se convierte en tensión por sus radicalmente diferentes puntos de vista del mundo y el disgusto de Laura hacia la religión. Finalmente ella sale airada, e intenta llevarse a Danny, pero la policía les atrapa rápidamente y se llevan al chico de vuelta a la escuela. Al principio él tiene problemas para encajar, porque las clases en casa de su madre le han colocado en un nivel muy superior al de los chicos de su edad en muchas materias, y las clases estándar le aburren. A sugerencia de Claire, Edward visita a la madre de Danny para saber más de su educación.
La moral fuera de lo común de Laura al principio inquieta a Edward, ya que entra en conflicto con sus creencias religiosas. Tras visitarla varias veces más, la encuentra irresistible y no puede quitársela de la cabeza. Y así comienzan una apasionada relación extramatrimonial. Al principio, Laura se dice a sí misma que Edward es sólo uno más entre tantos otros amantes, pero para su sorpresa descubre que se ha enamorado de él, y está celosa de su esposa Claire. Él está embargado por la culpa, mientras ella le presiona para que acepte la justicia de su amor. Mientras tanto, Danny prospera después de que Edward relaje las reglas de la escuela y permita al chico asistir a clases más avanzadas.
Un antiguo amante celoso de Laura (Robert Webber) delata la relación a la esposa. Al principio Claire está disgustada, pero después lo discuten tranquilamente a la luz de cómo sus vidas se separaron del idealismo de sus primeros años de matrimonio. Edward le dice a Claire que aún la quiere y que terminará su aventura. Aun así, acuerdan una separación temporal mientras cada uno decide qué quiere hacer con su futuro. Cuando Edward le cuenta a Laura que se lo ha confesado todo a su esposa, ella se muestra furiosa ante lo que percibe como una invasión de su privacidad, y se separan enfadados. Él deja su puesto en la escuela y decide viajar. Con el curso terminado, Laura le dice a Danny que pueden marcharse, pero él ha echado raíces en la escuela y desea quedarse. Como regalo de despedida, Edward hace que Danny pueda asistir a la escuela con matrícula gratuita. Su madre tiene un momento de dolor, pero se da cuenta de que Danny debe tomar sus propias decisiones, y accede. Mientras Edward se marcha del pueblo, se detiene ante la casa de Laura para una despedida silenciosa. Ella y el chico están en la playa, y él en la colina superior mirándoles desde lejos.

## Reparto
- Elizabeth Taylor como Laura Reynolds.
- Richard Burton como Dr. Edward Hewitt.
- Eva Marie Saint como Claire Hewitt.
- Charles Bronson como Cos Erickson.
- Robert Webber como Ward Hendricks.
- James Edwards como Larry Brant.
- Torin Thatcher como el juez Thompson.
- Tom Drake como Walter Robinson.
- Douglas Henderson como Paul Sutcliff.
- Morgan Mason como Danny Reynolds.

## Producción

### Título
El título original, The Sandpiper, en español hace referencia a un pájaro andarríos que cuida Laura Reynolds y que tiene un ala rota, mientras Edward Hewitt la mira. El pájaro vive en la casa de ella hasta que está curado y se marcha volando, aunque vuelve ocasionalmente. Este andarríos es un símbolo central de la película, y representa los temas de crecimiento y libertad.

### Localización
The Sandpiper es una de las escasas películas de los estudios principales que se ha rodado en Big Sur, y la historia está específicamente ambientada allí. La película incluye muchas localizaciones de puntos turísticos de Big Sur, incluyendo la playa Pfeiffer, la reserva estatal Point Lobos, el puente Bixby Creek, la Coast Gallery (donde Laura exhibe su trabajo artístico), y una escena crucial en un decorado construido para parecerse al restaurante Nepenthe.

### Otros datos
La cantante alemana Nico fue extra en la escena del Nepenthe. También aparece Charles Bronson haciendo una de sus primeras interpretaciones como escultor Beatnik.

### Paralelismos con la vida real
La película se estrenó en el momento de mayor fama de Taylor y Burton. Se aprovechó de la notoriedad de una de las más famosas parejas y sus más que conocidas aventuras románticas. Aunque en la película interpretaban a unos amantes adulteros, ellos se habían casado el 15 de marzo de 1964, poco antes de iniciarse el rodaje. El tema del adulterio reflejaba de cerca sus propias vidas personales en la época, ya que Taylor tenía un romance bastante público con Burton mientras ella estaba casada con Eddie Fisher y él con la actriz galesa Sybil Williams.

## Premios
The Sandpiper ganó el Óscar a la mejor canción original por The Shadow Of Your Smile.